# Clima tropical monsònic

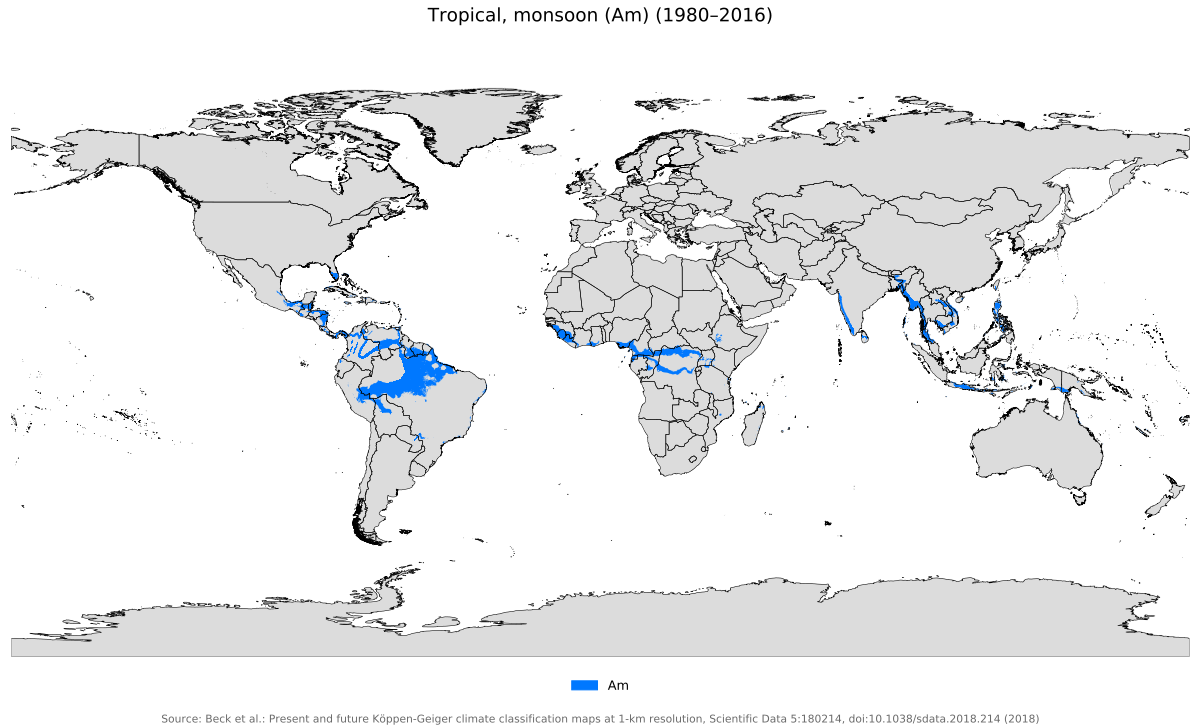
Zones mundials de clima monsònic tropical (Am).

El clima tropical monsònic o subecuatorial és un subtipus de clima tropical dominat pel monsó, és a dir, per la massa d'aire tropical marítima, càlida i humida que procedeix de les vores occidentals dels anticiclons subtropicals. Està classificat com a Am al sistema de Köppen i es troba a la zona intertropical.
Cal destacar que moltes vegades és denominat simplement com monsònic, malgrat que molts altres climes no tropicals solen rebre aquesta denominació (com el temperat monsònic o el continental monsònic o manxurià ).

## Característiques

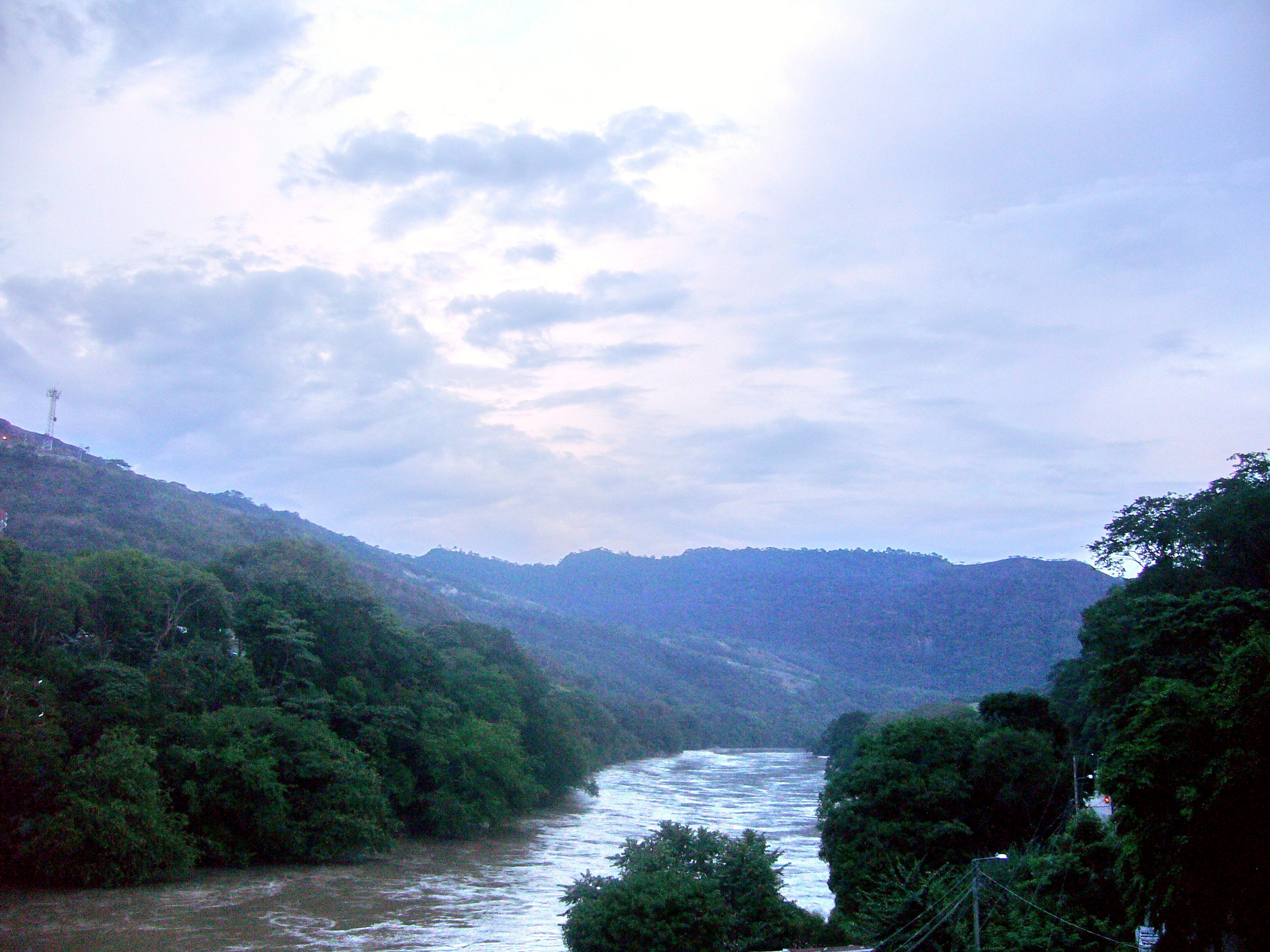
El Riu Magdalena al seu pas per Honda, Colòmbia.

Les regions monsòniques reben la major part de la seva precipitació anual a través de les pluges ciclòniques i orogràfiques, encara que el mecanisme convectiu també produeix algunes precipitacions. De mitjana, la precipitació anual és d'uns 1500 mm però hi ha moltes variacions en la distribució temporal i espacial. El mes més sec d'un clima tropical monsònic té de mitjana menys de 60 mm, per això contrasta directament amb un clima de sabana tropical, el mes més sec del qual té menys de 60 mm de precipitació i també una precipitació mensual inferior a la mitjana. En essència, un clima monsònic tropical tendeix a tenir més precipitacions que un clima de sabana tropical o té estacions seques menys pronunciades. Un clima de monsó tropical tendeix a variar menys en temperatura durant un any que un clima de sabana tropical. Aquest clima té un mes més sec que gairebé sempre passa en o poc després del solstici dhivern. Té una estació menys plujosa molt marcada i un màxim pluviomètric que s'assoleix quan és a prop la zona de convergència intertropical (ZCIT). Tendeix a fer-se a l'est dels continents i es potencia quan hi ha un obstacle orogràfic que obliga a elevar-se a les masses d'aire. És un clima molt plujós a l'estiu, al voltant dels 2000 mm anuals com a mínim. La temperatura mitjana dels mesos càlids i secs de l'estiu oscil·la entre 27 °C i 32 °C, però la temperatura màxima oscil·la entre 38 °C i 48 °C durant el maig i el juny. A la classificació Köppen, és Am, però també en part Aw pot considerar-se monsònic, ja que en un veritable clima monsònic pot estar marcada la diferència entre l'estació de vents frescos i secs amb la dels vents càlids i humits de forta pluja com succeeix al sud d'Àsia.

## Zones
Se situa al límit entre el clima equatorial Af i el tropical de sabana Aw, que són els altres dos tipus de clima tropical. Les zones més representatives d'aquest tipus de clima són: l'Àsia sud-oriental, a Amèrica del Nord al golf de Mèxic i al sud de Florida, gran part d'Amèrica Central i el Carib, àmplies zones a Sud-amèrica i la costa de Madagascar a Àfrica.
La seva biocenosi típica és el bosc tropical humit i sec, i el seu domini morfoclimàtic el domini morfoclimàtic de la selva tropical.

## Països i ciutats
| Àsia - Alor Setar, Kedah, Malàisia - Batticaloa, Sri Lanka - Calamba, Filipines - Cà Mau, Vietnam - Chittagong, Bangla Desh - Da Nang, Vietnam - Hat Yai, Tailàndia - Jakarta, Indonèsia - Kochi, Kerala, Índia - Kaohsiung, Taiwan - Malé, Maldives - Mangalore, Karnataka, Índia - Manila, Filipines - Narathiwat, Tailàndia - Pattani, Tailàndia - Pingtung, Taiwan - Quezon City, Filipines - Semarang, Indonèsia - Sihanoukville, Cambodja - Sylhet, Bangla Desh - Taitung, Taiwan - Thiruvananthapuram, Kerala, Índia - Mengla, Xina - Haikou, Xina - Qionghai, Xina - Wanning, Xina - Yangon, Myanmar - Yogyakarta, Indonèsia | Oceània - Cairns, Queensland, Austràlia - Port Moresby, Papua Nova Guinea Àfrica - Bata, Guinea Equatorial - Conakry, Guinea - Douala, Camerun - Freetown, Sierra Leone - Monròvia, Libèria - Port Harcourt, Nigèria Les Amèriques - Macapá, Amapá, Brasil - Barrancabermeja, Colòmbia - Miami, Florida, Estats Units - Port d'Espanya, Trinitat i Tobago - San Juan, Puerto Rico, Estats Units - Santo Domingo, República Dominicana - Villahermosa, Mèxic - Villavicencio, Colòmbia |